# ディー (ドローム県)
ディー （フランス語:Die、オック語ヴィヴァロ＝アルパン方言:Diá）は、フランス、オーヴェルニュ＝ローヌ＝アルプ地域圏、ドローム県のコミューン。

## 概要

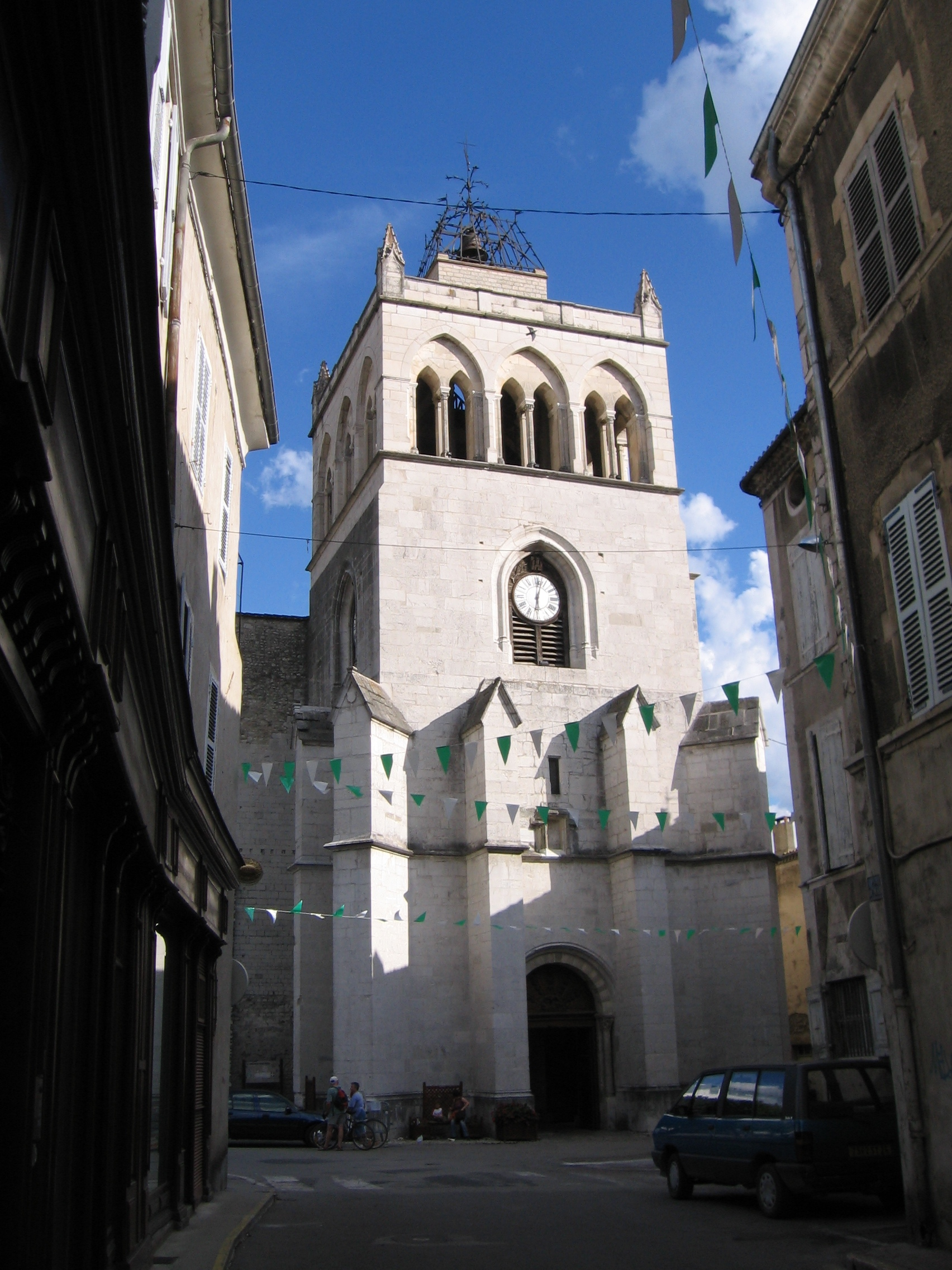
1801年まで司教座のおかれたノートルダム聖堂

南アルプス山脈に属するヴェルコル山地（fr）の麓、ドローム川沿いにある。ディーとその谷はカルスト質のグランダス山地（fr、標高2041m）に占められる。ヴェルコール山地の南端を形成する、切り立った岩の自然の城壁となっている。
クラレット・ド・ディー（fr）、クレマン・ド・ディー（fr）という2種類のAOCワインが生産される。

## 姉妹都市
- ワークスワース、イギリス
- ヴァラッロ・セージア、イタリア
- フランケナウ、ドイツ
- キシュクンフェーレジハーザ、ハンガリー